# Młoda Liga Kobiet
Młoda Liga Kobiet lub Młoda Ekstraklasa Kobiet – nieistniejące siatkarskie rozgrywki młodzieżowe w Polsce, organizowane od sezonu 2014/2015 do roku 2017. Każdy klub ORLEN Ligi miał obowiązek utrzymywania ekipy młodzieżowej. W Młodej Lidze mogły występować zawodniczki, które nie ukończyły 23 lat. Za jej prowadzenie odpowiadała ówczesna Profesjonalna Liga Piłki Siatkowej S.A. (dzisiejsza Polska Liga Siatkówki S.A.).